# Hemicloea pacifica
Hemicloea pacifica är en spindelart som beskrevs av Lucien Berland 1924. Hemicloea pacifica ingår i släktet Hemicloea och familjen plattbuksspindlar. Inga underarter finns listade i Catalogue of Life.